# Agence de l'innovation de défense
L'agence de l'innovation de défense (AID) a été créée le 1er septembre 2018 sous l'impulsion de la ministre des Armées, Florence Parly.    
L'objectif de l'agence est de coordonner l'innovation en matière de défense et de fédérer les parties prenantes. En 2019, elle gère un budget de 750 M€, en 2022 elle gère un budget en hausse qui atteint 1Md€.    
Emmanuel Chiva en est le directeur de 2018 à 2022. En attendant la nomination d'un nouveau directeur, c'est un ingénieur général de l'armement qui en assure l'intérim.
Depuis mars 2023, le directeur de l'AID est Patrick Aufort, ingénieur général de l'armement.

## Organisation
L'agence est composée de 4 pôles incluant :
- Pôle stratégie et innovation de défense ;
- Pôle innovation ouverte ;
- Pôle valorisation de l'innovation ;
- Pôle financement et acquisition de l'innovation - affaires transverses.